# Emilie Krostová
Emilie Krostová, křtěná Emilie Kristina Kateřina (8. února 1872 Žižkov – květen 1945 Praha) byla česká akademická malířka, profesorka dekorativní malby na Uměleckoprůmyslové škole v Praze, členka SVU Mánes a Umělecké besedy.

## Životopis
Emilie (Emma) Krostová se narodila na Žižkově jako čtvrtá ze sedmi dcer v asimilované židovské rodině ředitele Pražských obecních plynáren Josefa Krosta (1840–1916) a jeho manželky Josefy, rozené Šindelářové.
Absolvovala Vyšší dívčí školu v Praze, na které vyučovala její starší sestra Karolína/Karla Krostová (1866–1912).
Malířství studovala nejdříve soukromě u Hermíny Laukotové, v letech 1887–1894 pokračovala studiem na Uměleckoprůmyslové škole v Praze (Prof. Jakub Schikaneder, Celestin Klouček). Po Anně Boudové Suchardové byla teprve druhou absolventkou celého řádného studia. Oproti mužské škole vynechala kreslení podle živého mužského aktu. Následně odjela do Paříže, kde studovala malbu na Akademii Julian, a do Mnichova ke studiu ve škole profesora Antona Ažbe.
Již během studií v roce 1887 byla jmenována mimořádnou členkou SVU Mánes. V letech 1900 - 1919 byla řádnou členkou SVU Mánes. Poprvé vystavovala na II. výstavě spolku Mánes v r. 1898. Minimálně od r. 1894 vystavuje pravidelně s Uměleckou Besedou. V r. 1895 na jaře je zastoupena dvěma obrazy na první řádné české výstavě v Topičove salonu. Rovněž byla členkou Ústředního spolku českých žen. V roce 1905 podepsala petici za zrušení celibátu učitelek, kterou spolek prostřednictvím poslance Karla Baxy podal rakouské vládě (ministerstvu kultu a vyučování).
Zemřela v květnu 1945 v době Pražského povstání.

## Pedagogické působení
V letech 1898–1928 vyučovala v ženském oddělení Uměleckoprůmyslové školy v Praze. Řádnou profesorkou kresby a malby na této škole byla jmenována 10. září 1900. Vedla školu analytického kreslení květin.
Jejími žákyněmi byly Helena Johnová, Linka Procházková-Scheithauerová, Marie Teinitzerová, Vlasta Vostřebalová-Fischerová, Jarmila Jägerová-Butulová, Marie Fischerová-Kvěchová, Pavla Fořtová-Šámalová, Zdenka Mašková-Landová, Marie Zlatníková-Mikanová, Jaroslava Klenková-Němcová, Emilie Paličková-Mildeová, Božena Rodová-Šašecí, Božena Pošepná.

## Dílo
J. K. v Národních listech (16. 4. 1895) v rámci hodnocení Jarní výstavy v Topičově salonu píše: "také studie či podobizna hlavy od slečny Krostové prozrazuje solidní techniku a dobré pochopení figurálních tvarů". K. B. Mádl ve Zlaté Praze (30. 12. 1898) k příležitosti Vánoční výstavy Umělecké besedy v Topičově salonu kladně hodnotí: "E . Krostová ukazuje, že štětcem již vládne směle, široce se vkusem. ... již za krátko ocitne se tato malířka, temperamentního nadání, v čele všech ostatních".
Dle Prokopa Tomana se Emilie Krostová věnovala především krajinomalbě, malbě zátiší, květin a dekorativní malbě na keramiku, kameninu a porcelán. Minimálně v raném období se však věnovala i žánru a obrazům s figurální tematikou. Na Vánoční výstavě Umělecké besedy v r. 1899 vystavuje obraz Od vnoučátek. Obrázková revue 1900/01 reprodukuje její meditativní obraz Útěcha. Volné směry v r. 1899 (číslo 2) reprodukují její vázu z kameniny dekorovanou postavou ženy. Předkreslovala také vzory pro výšivky do publikací ženských prací.
V současné době se její výtvarné dílo na výstavách a na českém trhu výtvarného umění vyskytuje zcela výjimečně. Není tedy možno si udělat ucelený obraz o jejím díle.

## Zastoupení ve sbírkách
- Památník národního písemnictví Selka se džberem, olej na plátně;

## Galerie

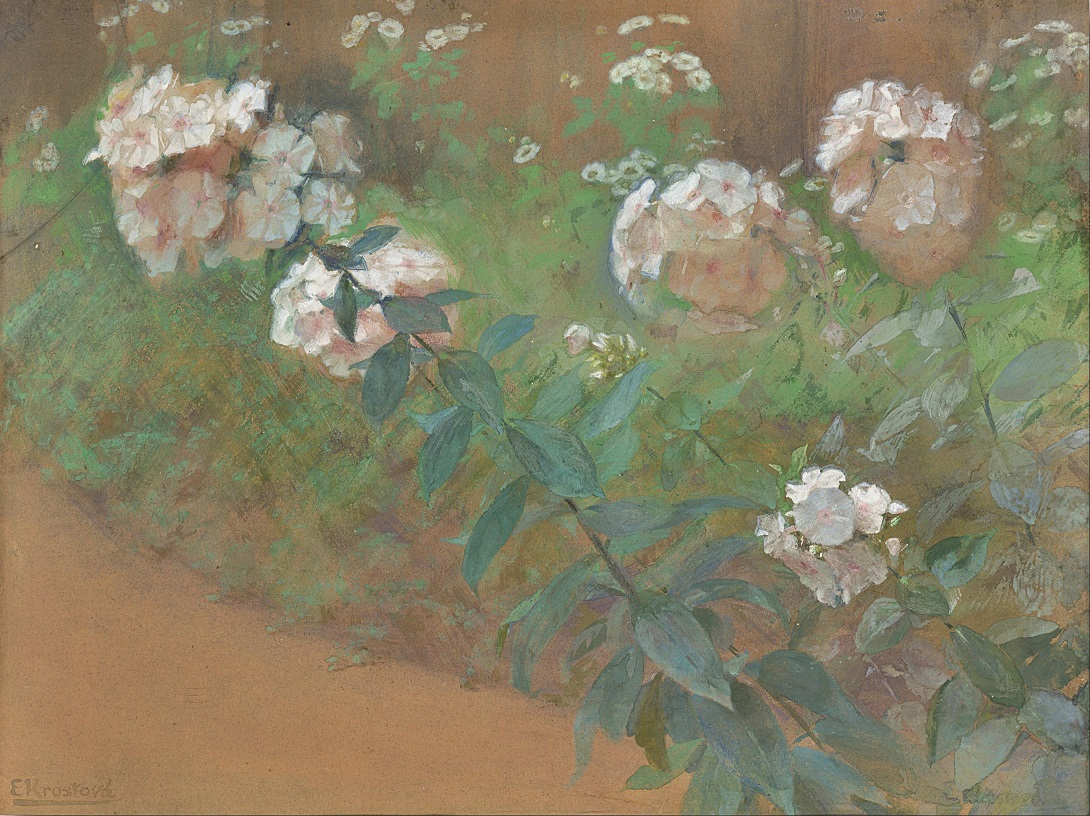
Emilie Krostová Záhon květin